# Барон Лейтон Сент-Меллонсский
Барон Лейтон Сент-Меллонсский из Сент-Меллонса в графстве Монмунт — наследственный титул в системе Пэрства Соединённого королевства. Он был создан 25 января 1962 года для уэльского судового магната, сэра Лейтона Сигера, 1-го баронета (1896—1963). Он был младшим сыном сэра Уильяма Генри Сигера (1862—1941). В 1952 году для Лейтона Сигера был создан титул баронета из Сент-Меллонса в графстве Монмунт. 
По состоянию на 2024 год обладателем титула являлся его внук, 3-й барон Лейтон Сент-Меллонский (род. 1955), который сменил своего отца в 1998 году.

## Бароны Лейтон из Сент-Меллонса (1962)
- 1962—1963: Джордж Лейтон Сигер, 1-й барон Лейтон из Сент-Меллонса (11 января 1896 — 17 октября 1963), младший (третий) сын сэра Уильяма Генри Сигера (1862—1941)
- 1963—1998: Джон Лейтон Сигер, 2-й барон Лейтон из Сент-Меллонса (11 января 1922—1998), старший сын предыдущего
- 1998 — настоящее время: Роберт Уильям Генри Лейтон Сигер, 3-й барон Лейтон из Сент-Меллонса (род. 28 сентября 1955), старший сын предыдущего
  - Наследник: достопочтенный Саймон Джон Лейтон Сигер (род. 25 января 1957), младший брат предыдущего.